# 埃多洛
埃多洛（義大利語：Edolo），是意大利布雷西亚省的一个市镇。总面积89平方公里，人口4512人，人口密度50.7人/平方公里（2009年）。国家统计（ISTAT）代码为017068。